# رالي-إكس
رالي-إكس (بالإنجليزية: Rally-X)‏ ، هي لعبة فيديو إلكترونية من نوع سباقات، أنتجت سنة 1980 ونشرها شركة نامكو اليابانية، وتم حصول الشركة الأمريكية (ميداوي للألعاب) للحصول على الرخصة لنشر ألعابها سنة 1981م.

## وصلات خارجية
- Rally-X على موقع القائمة القاتلة لألعاب الفيديو
- رالي-إكس at the Arcade History database
- رالي-إكس guide في موقع ستراتيجي ويكي